# Ухвище
Ухвище (бел. У́хвішча, Ву́хвішча) — деревня в Полоцком районе Витебской области Беларуси. Входит в состав Бабыничского сельсовета.

## География
Озеро Ухвище.

## История
Первым известным владельцем фальварка в деревне Ухвище был Пётр Кублицкий, который приехал из Полоцка в 1667 году. В середине IXX века деревню купил Матвей Любенский (ок. 1818–1856 гг.), потом по наследству она перешла к его сыну Аркадиушу. В 1864 году помещик завершил строительство часовни над фамильным склепом в Ухвище. Аркадиуш Любенский владел владел усадьбой до 1883 года. У него не было детей, поэтому когда Аркадиуша не стало, его имущество перешло к сестре Аделаиде Теофиле Селлавиной и его племянницам: Леонтине Марии и Эльвире Владимире Микульские. В следующем поколении деревня перешла в собственность Леонтины, урожденной Микульской Ивашевской (1846-1939), она была последний владелицей деверни Ухвище и многих других владений в этом районе.
После второго раздела Польши в 1793 году Ухвище, ранее принадлежавшее Полоцкому воеводству Речи Посполитой, вошло в состав Лепельского уезда Витебской губернии Российской империи.
В начале XX века имение в Ухвище принадлежало Антону и Леонцину Ивашевским. В 1903 году помощник главы Витебской губернской жандармерии Лепельского уезда  сообщил, что в поместье часто проходят собрания семей польских помещиков из Лепельского и Величского уездов. Там проводились развлекательные мероприятия с танцами и театральными представлениями преимущественно на польском языке.
После 1921 года Ухвище перешло в состав СССР. С 1991 года деревня снова относится к Республике Беларусь.

## Разрушенное поместье
С начала XIX века в Ухвище находилась деревянная усадьба в стиле классицизма, построенная по прямоугольной схеме, на высоком фундаменте, покрытая высокой крышей в виде шатра с круглыми мансардными окнами. На обоих концах длинного фасада располагались портики, каждый с треугольным фронтоном, поддерживаемый четырьмя массивными колоннами. В левом крыле располагался представительский вход, а через справа — административно-служебный вход.

## Достопримечательности
- Усадьба Любенских
- Часовня Святителя Тадеуша
- Братская могила —  Историко-культурная ценность Республики Беларусь, шифр 213Д000693

## Галерея

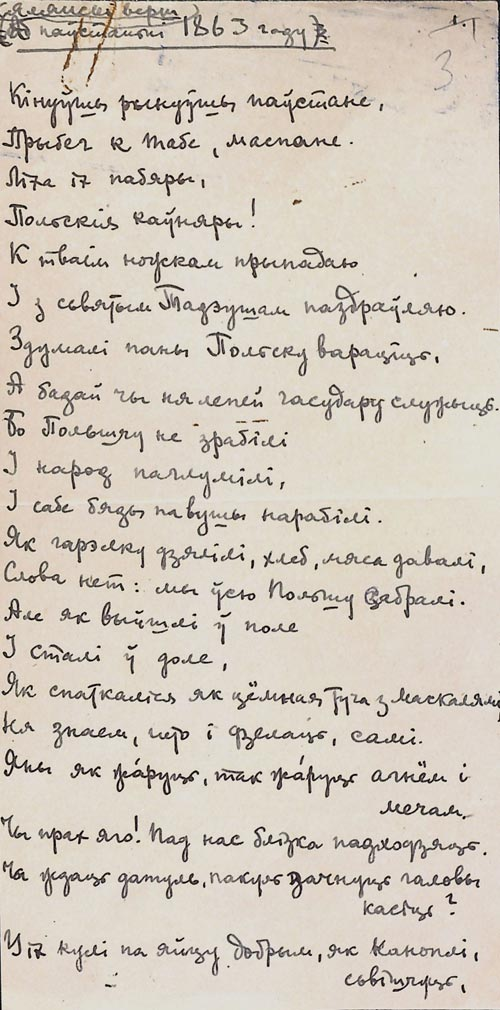
«Бросив рынуўшы паўстанне…».
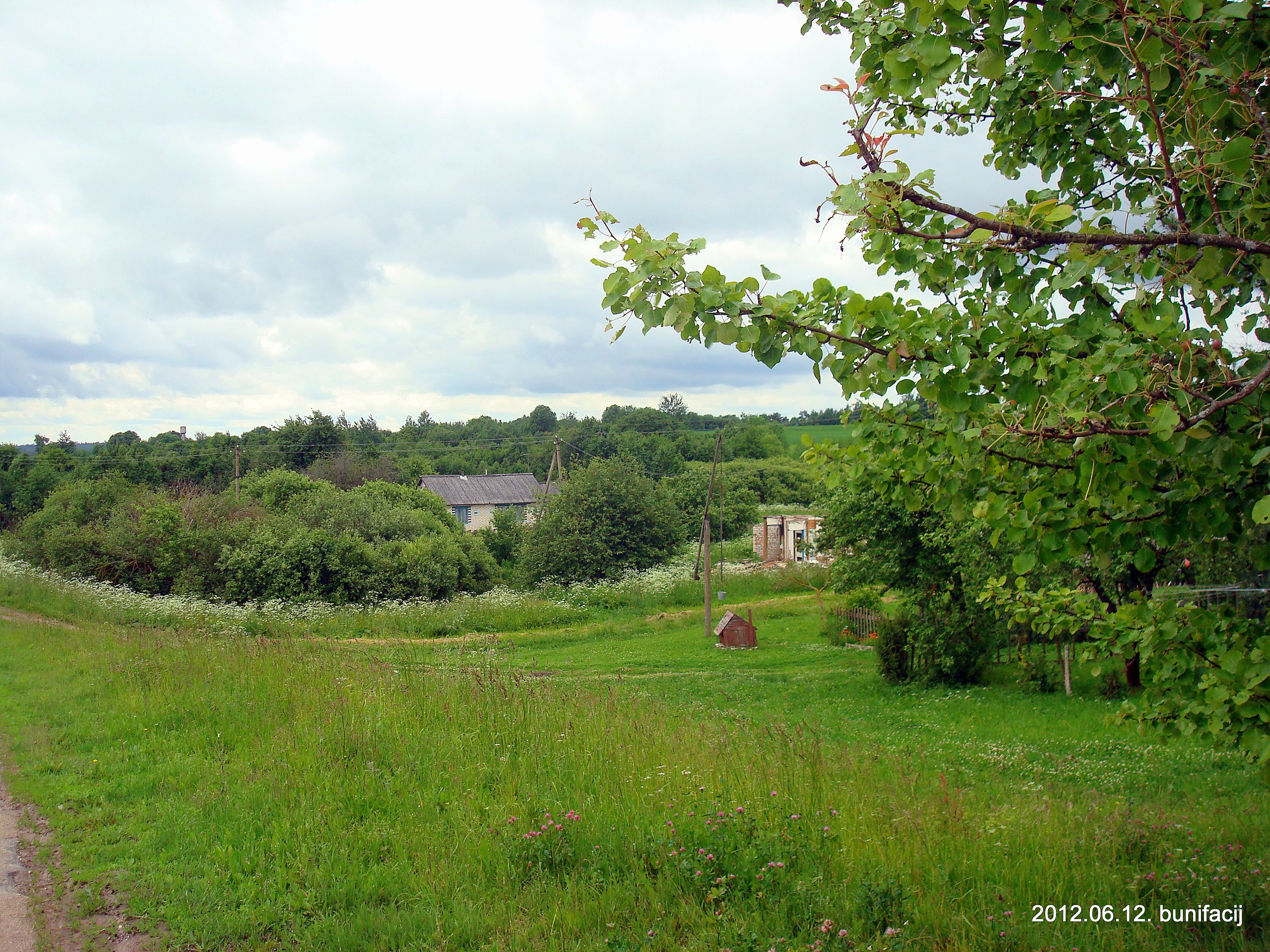
Вид на Ухвище
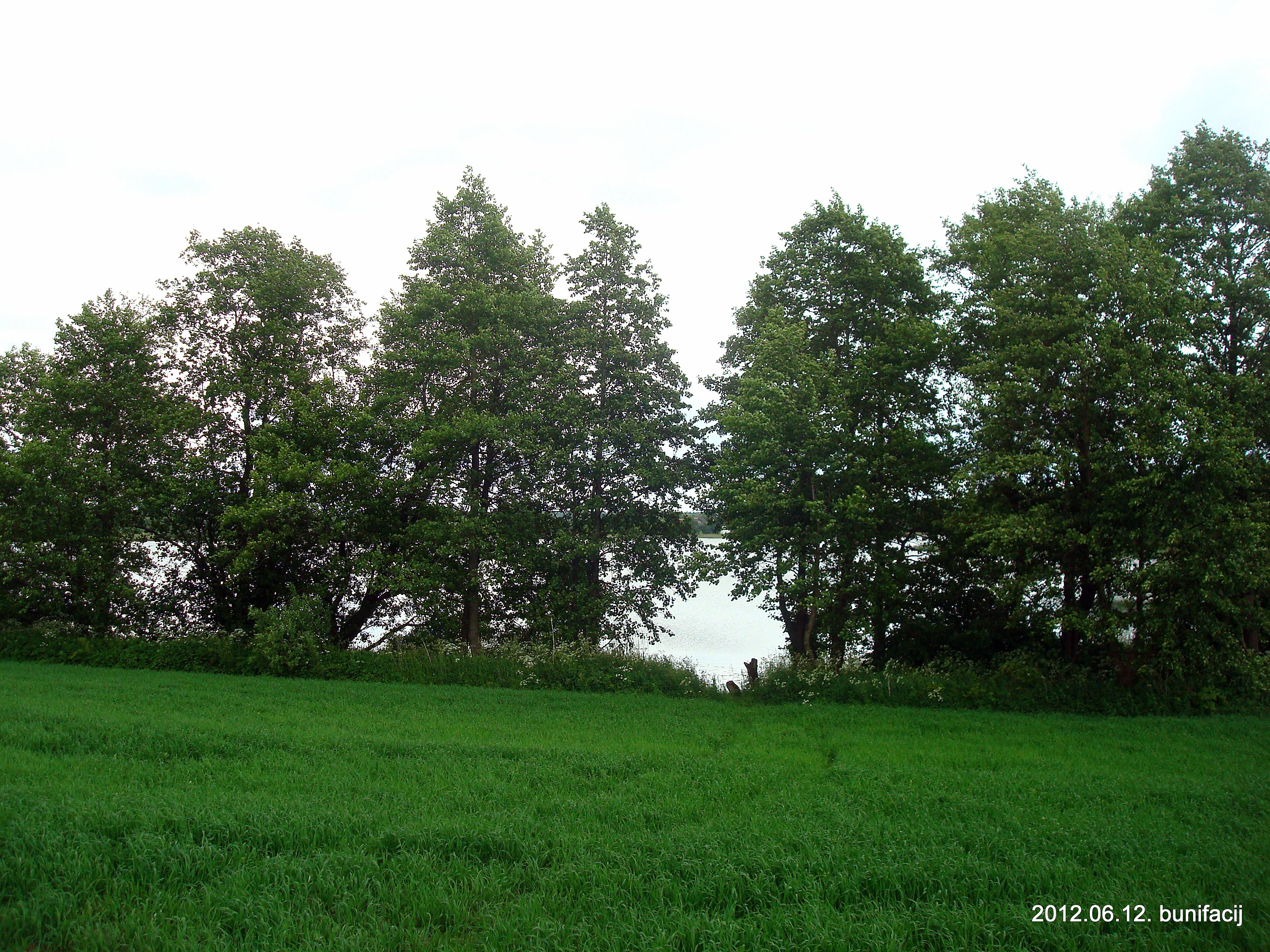
Озеро Ухвище
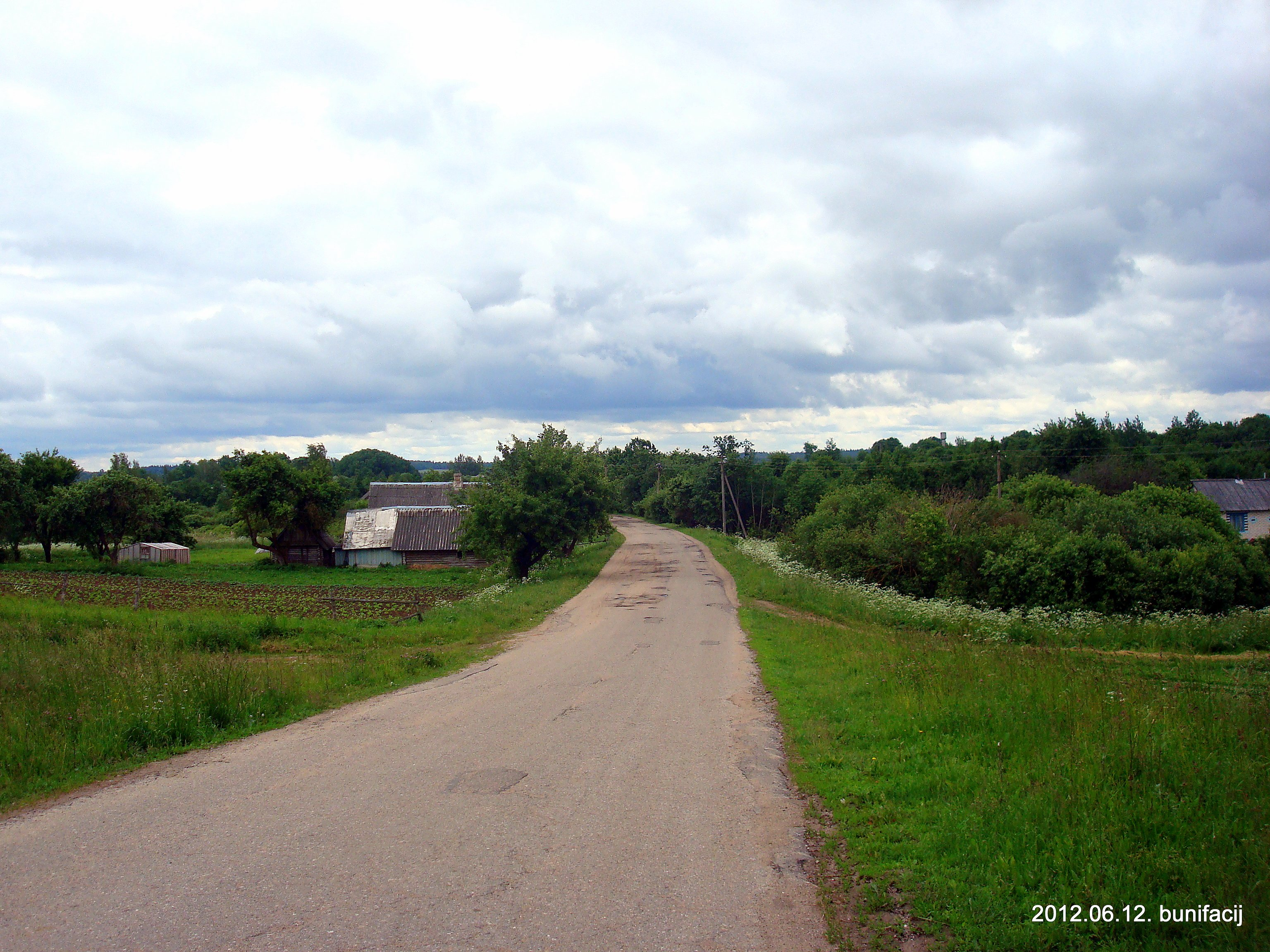
Дорога через Ухвище
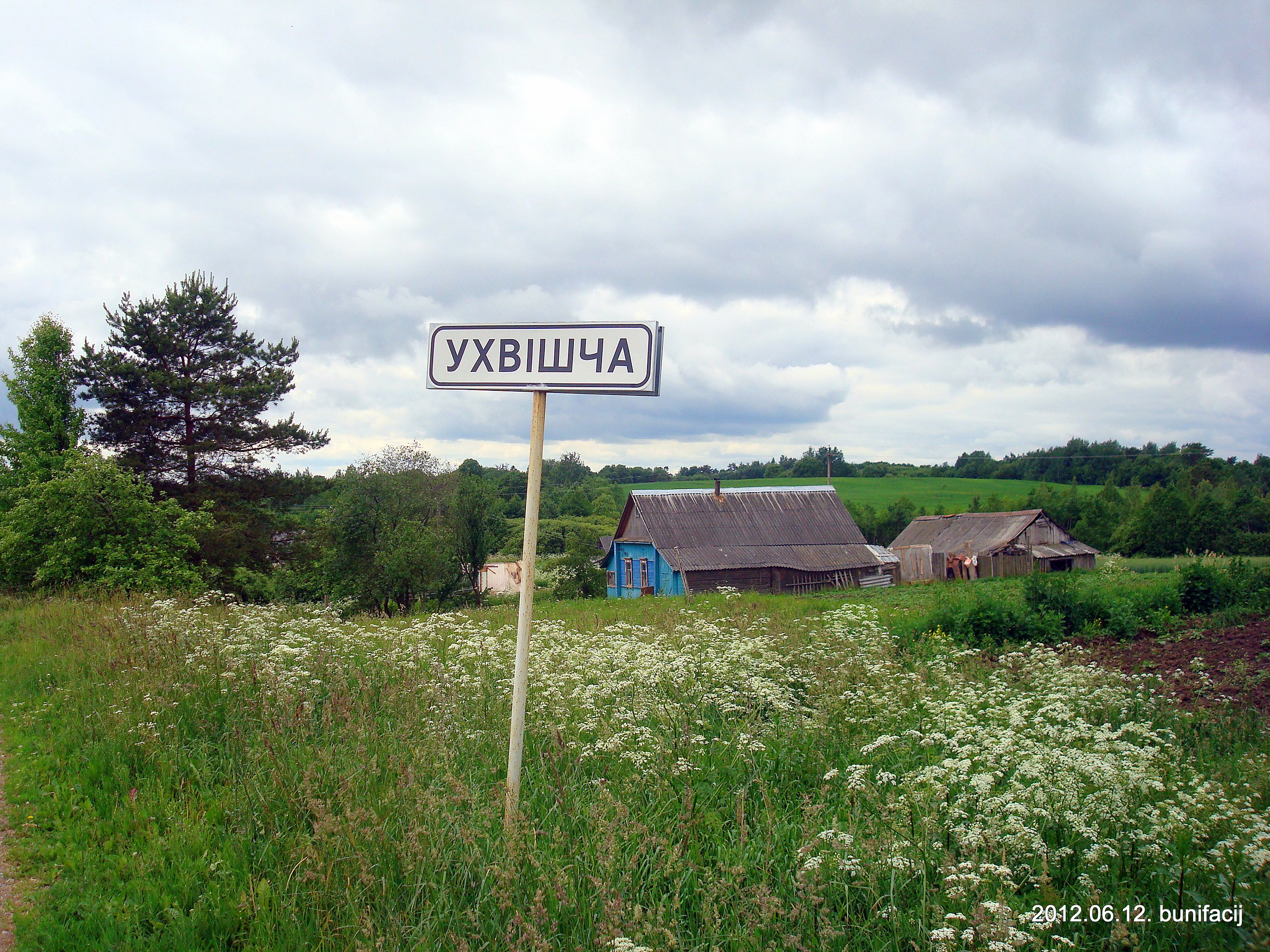
Ухвище